# Тёпленькая 2-я
Тёпленькая 2-я — деревня Слепухинского сельского поселения Долгоруковского района Липецкой области.

## Название
Законом Липецкой области от 11 ноября 2015 года № 463-ОЗ Тёпленькая Вторая переименована в Тёпленькую 2-ю.

## География
Тёпленькая 2-я находится в восточной части Долгоруковского района, в 16,5 км к северо-востоку от села Долгоруково. Располагается на правом берегу ручья Поповка.

## История
Тёпленькая основана не позднее второй половины XIX века. В 1887 году упоминается как сельцо «Грушевка (Медведки)».
В 1905 году отмечается в приходе Казанской церкви села Слепуха как деревня «Медвежка».
По переписи населения СССР 1926 года значится 37 дворов, 192 жителя. В 1932 году — 196 жителей.
С 1928 года в составе вновь образованного Долгоруковского района Елецкого округа Центрально-Чернозёмной области. После разделения ЦЧО в 1934 году Долгоруковский район вошёл в состав Воронежской, в 1935 — Курской, а в 1939 году — Орловской области. С 6 января 1954 года в составе Долгоруковского района Липецкой области.

## Население
| 2010 |
| ---- |
| 13   |

## Транспорт
Через Тёпленькую Вторую проходит шоссе, связывающее райцентр Долгоруково с селом Слепуха. Грунтовой дорогой связана с деревней Сухаревкой.